# Білянини Ізвори
СРЦ «Білянини Ізвори» (мак. СРЦ Билјанини Извори) — багатофункціональний стадіон у місті Охрид, Північна Македонія. Вміщує 2500 глядачів, домашня футбольна арена клубів «Охрид», «Воска Спорт» та «Білянини Ізвори». Також використовується для тренувань національною збірною Македонії.

## Концерти та виступи
- Гурт «Bijelo Dugme» давав концерт на стадіоні 31 липня 2010 року.
- Ака Лукас давав концерт на арені 2 серпня 2013 року, який відвідало 7 000 глядачів.
- Желько Йоксимович виступив на стадіоні з концертом 3 серпня 2013 року, який відвідало 10 000 глядачів.
- Світлана Ражнатович виступила з концертом на «Білянини Ізвори» 1 серпня 2014 року в рамках Poziv Tour.